# Walachen
| Walachen         | Walachen |
| ---------------- | --- |
| Siedlungsgebiete | Als Mehrheitsbevölkerung in Rumänien und der Republik Moldau Als Minderheit in der Ukraine, Bulgarien, Ungarn, Griechenland, Serbien, Nordmazedonien, Albanien und Kroatien |
| Sprache          | Rumänisch im weiteren Sinn: Dakorumänisch, Aromunisch/Mazedorumänisch, Meglenorumänisch, Istrorumänisch                                                                     |
| Religion         | christlich (vorwiegend orthodox, zum Teil auch griechisch-katholisch und römisch-katholisch)                                                                                |
| Ethnien          | Rumänen im weiteren Sinn: Dakorumänen, Aromunen/Mazedorumänen, Istrorumänen und Meglenorumänen                                                                              |

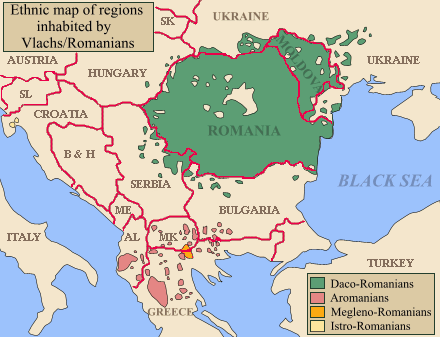
Das Verbreitungsgebiet der 4 Balkanromanischen (Walachischen) Sprachen. In den Gebieten außerhalb Rumäniens und der Republik Moldau ist oft die romanischsprachige Bevölkerung weniger zahlreich als die nichtromanische Mehrheitsbevölkerung

Walachen (andere Bezeichnungen: Wallachen, Wlachen, Vlachen, Wlachi, Vlax, Valachos, Vlachos, Olah, rumänisch Vlahi oder Valahi, osmanisch eflaki, türkisch Ulah, griechisch Βλάχοι Blahoi, serbokroatisch-kyrillisch Vlasi) ist eine Sammelbezeichnung für romanischsprachige Volksgruppen in Ostmittel-, Ost- und Südosteuropa, die mehrere eng miteinander verwandte balkanromanische Sprachen sprechen.
Meistens werden damit die Romanen im weiteren Sinn des Begriffes bezeichnet: Dakorumänen (die rumänischsprachige Bevölkerung in Rumänien, Moldau, Nordbulgarien, Serbien (östliches Zentralserbien und Vojvodina), der Ukraine und Ungarn), Aromunen (Mazedorumänen), Meglenorumänen und Istrorumänen.
Historisch wurden auch die Siedler im Rahmen der Kolonisation der Karpaten in entsprechenden Urkunden mit dem Walachischen Recht identifiziert, darunter die Ahnen der Karpatenrussinen und der Goralen. Sie verbreiteten einen spezifischen Lebensstil sowie einen romanischen Wortschatz bis in die Mährische Walachei in Tschechien.

## Begriffsklärung
Der Begriff Walachen war immer eine Fremdbezeichnung (Exonym): Die Walachen selbst bezeichnen sich mit vom lateinischen Romanus (deutsch „Römer“ oder „römisch“) abgeleiteten Namen, so beispielsweise als Român (Pl. Români), Rumân (Pl. Rumâni), Rumâr (Pl. Rumâri), Rămăn (Pl. Rămăni) oder Armãn/Makedonarmãn (Pl. Armãnji/Makedonarmãnji).
Der Begriff Walachen kommt ursprünglich aus dem Germanischen und wurde durch südslawische und dann teilweise lateinische und griechische Vermittlung in verschiedenen Gebieten zur Bezeichnung vor allem romanisierter oder romanischer Volksgruppen verwendet. Das zugrundeliegende germanische Wort „Walchen“ (Adjektiv „welsch“), althochdeutsch walha (Adjektiv walhisk), ist höchstwahrscheinlich aus dem keltischen Ethnonym [Volksnamen] der Volker entlehnt (durch die Erste Lautverschiebung verändert). Als die keltischen Nachbarn der germanischen Stämme romanisiert wurden, benutzten die Germanen den Begriff „welsch“ für ihre Nachbarn weiter, wodurch es die Bedeutung „romanisch“ erhielt. Weitere Beispiele für die Verwendung des germanischen Wortes in unterschiedlichen Teilen Europas sind Wales auf der Insel Großbritannien und Wallonien, in beiden Fällen als Bezeichnung keltischer Siedlungsräume. Der Name des Kantons Wallis in der Schweiz leitet sich hingegen vermutlich vom lateinischen vallis ab, die Landschaft Galizien in Ostmitteleuropa vom Fürstensitz Halitsch und die autonome Region Galicien in Spanien vom Namen der antiken Galläker.
Auch andere romanische Völker haben Exonyme, die aus dem Begriff „Welsche“ hervorgegangen sind. Italiener zum Beispiel werden im Ungarischen olasz genannt, während die ältere ungarische Bezeichnung für Rumänen oláh ist. Deutsche in Südtirol nennen ihre italienischen Mitbürger „Walsche“, wobei das Wort jedoch mittlerweile eine abschätzige Bedeutung angenommen hat. In der Deutschschweiz werden Menschen aus dem französischsprachigen Teil des Landes auch heute noch als „Welsche“ bezeichnet. Im Polnischen ist die Bezeichnung Włosi für Italiener und Włochy für Italien gebräuchlich, während die alte Bezeichnung für Rumänen Wołoch ist. In den westslowenischen Mundarten werden die Friauler als Lah bezeichnet. In Siebenbürgen nannten die Siebenbürger Sachsen die rumänische Bevölkerung „Blochen“ oder „Blechen“.

## Geschichte

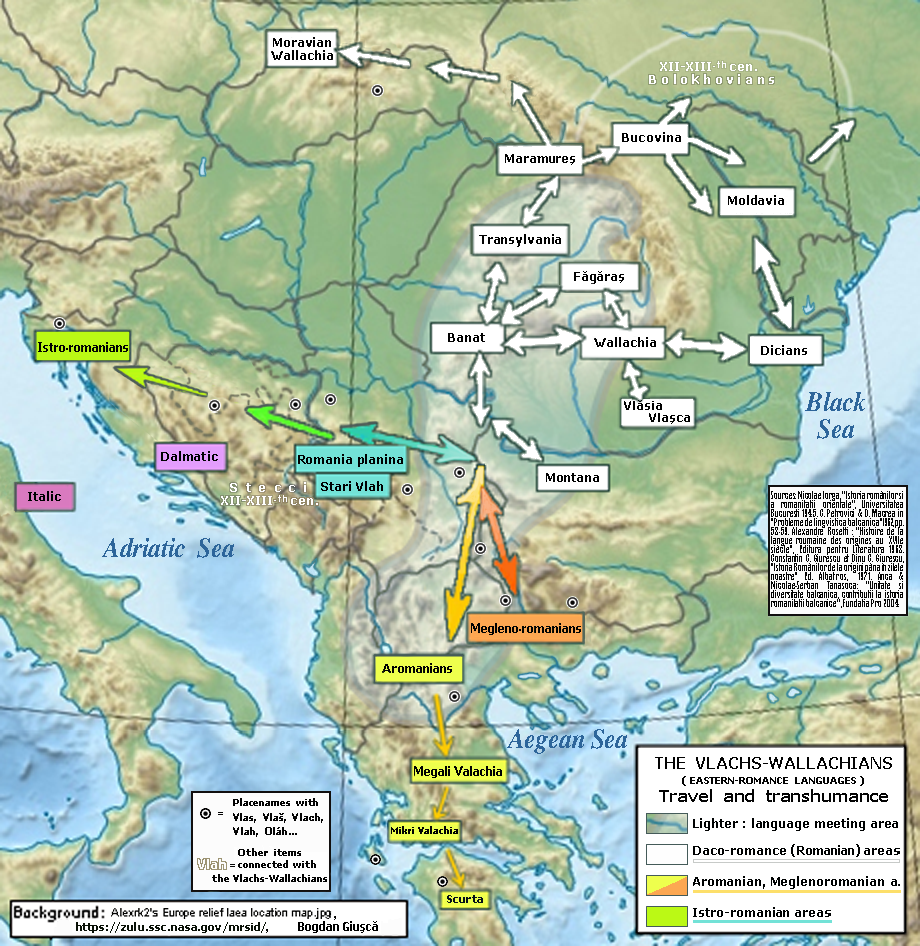
Ausbreitung durch Migrationen (einseitige Pfeile) und saisonale Transhumanz (zweiseitige Pfeile) der Walachen in Südosteuropa im Mittelalter. Im Nordosten weiß: Migrationen der (Dako-)Rumänen, im Westen hellgrün: der Istrorumänen, im Süden gelbgrün: der Aromunen, im Südwesten orange: der Meglenorumänen. Genaues Ausmaß der Beteiligung ursprünglich nicht romanischsprachiger Gruppen, die nur den Lebensstil übernahmen, ist heute umstritten (siehe Text).

Die Bewohner der Walachei wurden von den Fremden als „Walachen“ bezeichnet. Das Fürstentum Moldau wurde manchmal von den Fremden auch „Moldo-Valahia“ genannt. Die polnischen und Rus-Chroniken aus dem 12. Jh., einschließlich der Nestorchronik, bezeichnen die Rumänen östlich der Karpaten als „Bolohowenen“. Das im 14. Jahrhundert südlich der Karpaten entstandene rumänische Fürstentum wurde von den Fremden als „Walachei“ bezeichnet, sich selbst aber nannte dieser Staat Țara Românească oder Țeara Rumânească, also „Rumänisches Land“. Seit der Mitte des 19. Jahrhunderts wurden die Rumänen immer seltener mit dem Exonym „Walachen“ bezeichnet. Heute haben nur noch kleine Gruppen von Rumänen aus Ostserbien und Nordbulgarien diese Fremdbezeichnung, selbst nennen sie sich aber in ihrer rumänischen Muttersprache români oder rumâni (= „Rumänen“).
Walachen-Siedlungen gab es in den nördlichen Karpaten (Karpatoukraine, Slowakei, Polen, Tschechien/Mährische Walachei) und in der westlichen Balkanhalbinsel (Morlaken in Kroatien, Bosnien, Montenegro, Südserbien). Es sind Romanen, die im Laufe des Mittelalters slawisiert wurden, aber ihre Bräuche und die Beschäftigung als Schafhirten behielten (einschließlich der Transhumanz, eine unter den Walachen weit verbreitete Form der Schafzucht). Die Walachen in den nördlichen Karpaten waren aus der Maramuresch eingewanderte Rumänen, während es sich im westlichen Balkanraum um Morlaken (Maurowalachen) handelte. Ob es sich dabei wirklich immer um slawisierte Walachen handelte, also ehemals romanischsprachige Walachen, die slawische Dialekte übernahmen, wird heute aus sprachhistorischen Gründen in verschiedenem Ausmaß debattiert. Viele Linguisten glauben heute besonders hinsichtlich der Goralen in den westlichen Westkarpaten, aber auch der Russinen in den östlichen Westkarpaten, etwas weniger bezüglich der Maurowalachen in den Dinaren, dass hier in größerem Umfang schon länger slawischsprachige Bergbewohner den walachischen Lebensstil und walachisches Gewohnheitsrecht (vermittelt von einigen walachischen Zuwanderern) übernahmen und sich zahlreicher an der Ethnogenese beteiligten.
Auch einige Roma-Gruppen, die im Laufe des Mittelalters in der Walachei als Leibeigene gelebt haben und heute noch in Rumänien und den angrenzenden Ländern leben, werden manchmal als Walachen bezeichnet, die korrekte Bezeichnung ist aber „Vlax Roma“.
In Griechenland im Norden des Pindos-Gebirges leben bis heute nomadische Walachen (Aromunen).

## Erbschaft
Auch die Möglichkeit, dass die Stećci ein kulturelles Erbe der romanischen Volksgruppe der Maurowalachen seien, wird in Betracht gezogen.

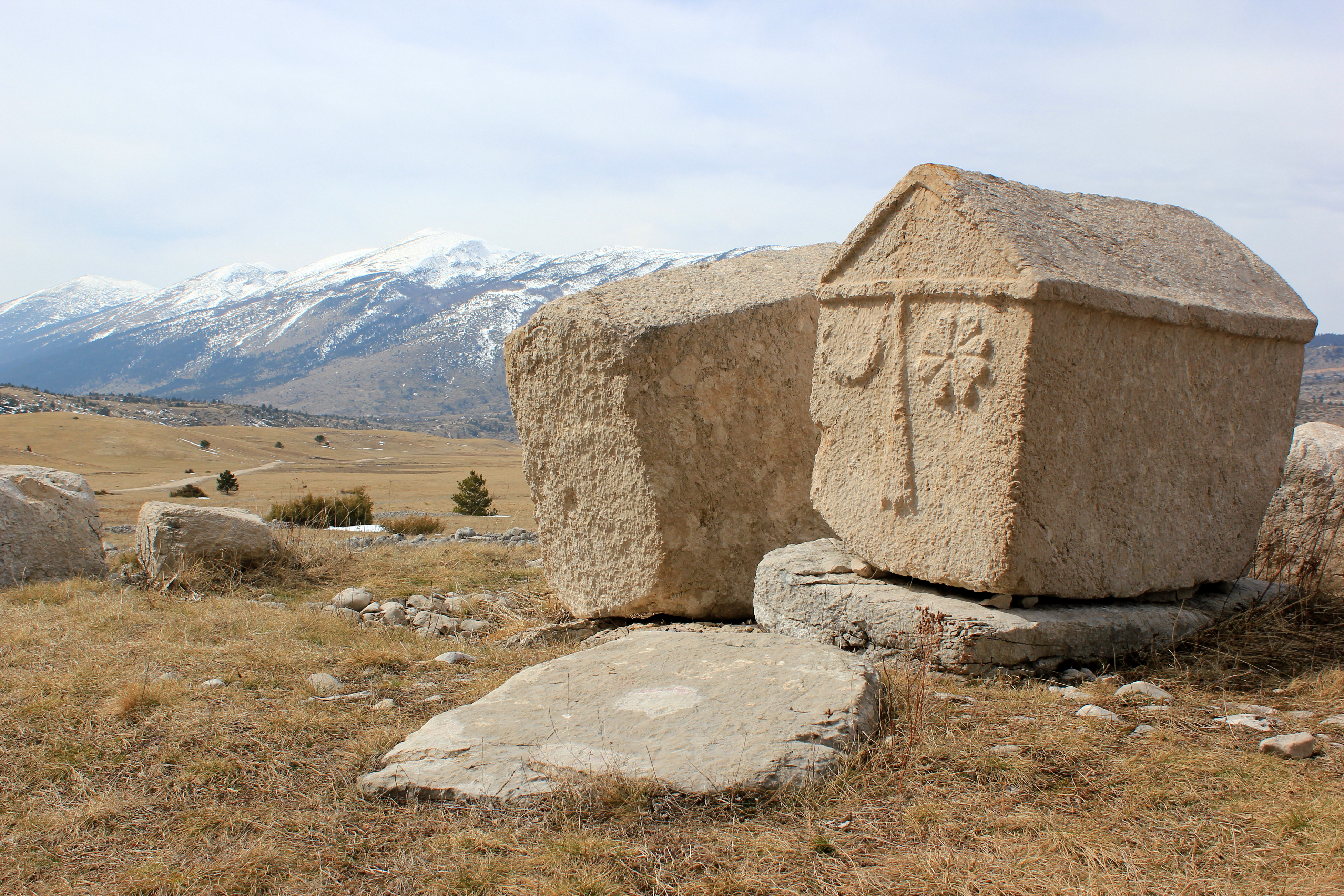
Stećci in „Blockform“ in der Nähe des Blidinjsko jezero